# Porte Rybna (Lublin)

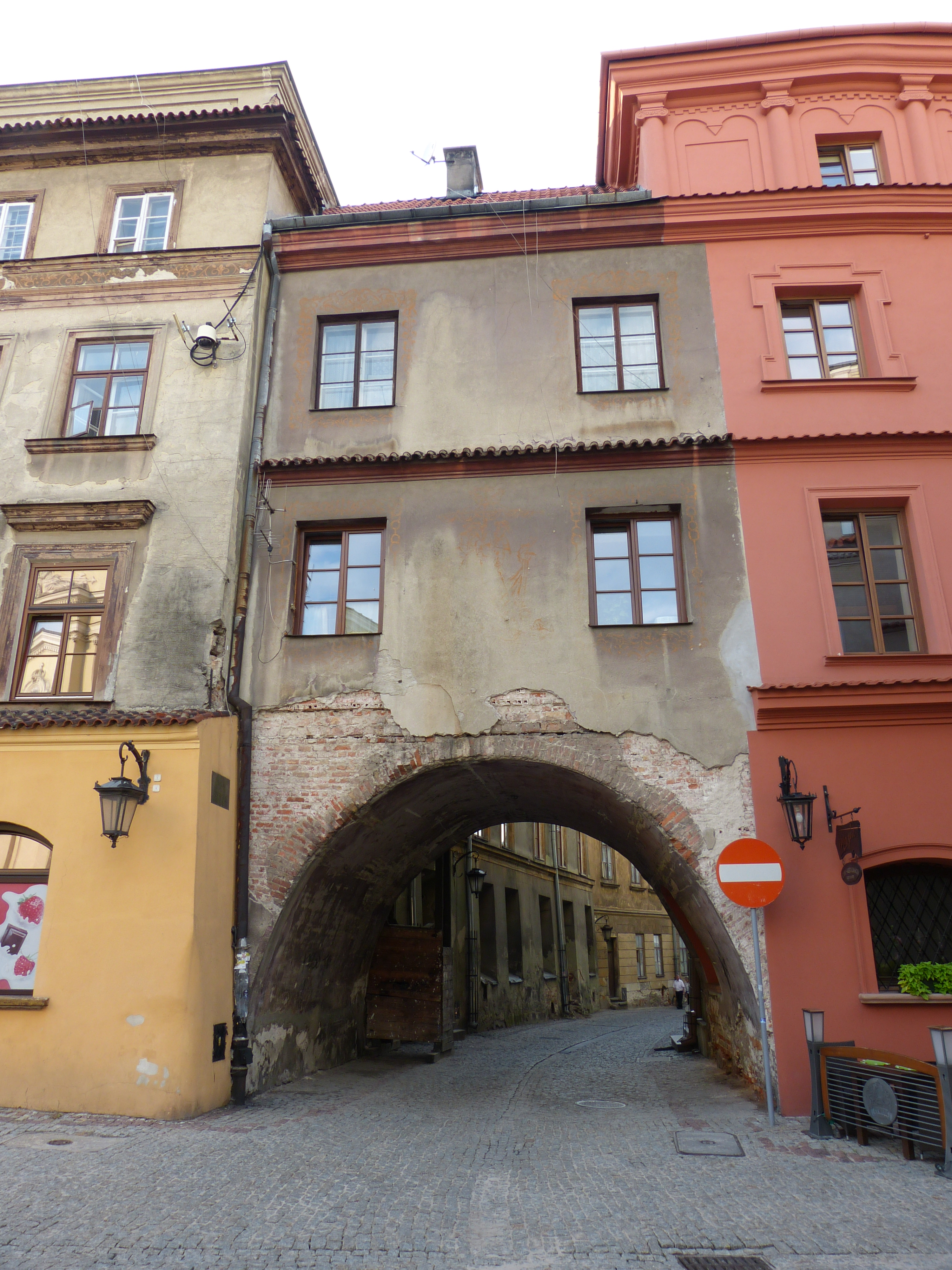
Porte Rybna à Lublin

La porte Rybna (également appelée porte Fisch) est située dans la vieille ville historique de Lublin en Pologne. Son existence remonte aux XVe et XVIe siècles. 

## Histoire
La porte a probablement été construite au XVe siècle. Selon certaines sources, cependant, son existence peut être prouvée en 1562 au plus tôt. La porte aux larges arcades formait la fin de la rue Rybna. Un grand nombre de poissons des étangs voisins étaient vendus sur la place de la rue Rybna. En 1596, la porte avait la hauteur d'un bâtiment de deux étages, et était fermée par un toit orné. Cette porte a été détruite en 1862. Lors de la reconstruction en 1954, les premier et deuxième étages ont été transformés en appartements. À cette époque, la façade était décorée de peintures représentant un pêcheur dans un bateau avec un filet de Władysław Filipiak, complétées par des peintures avec des motifs floraux autour des fenêtres. Les peintures étaient difficiles à voir en 2013. 

## Littérature
- Lublin: the guidebook: history, places of interest, maps, accommodation, restaurants, curiosities, 2012 (ISBN 978-83-7548-119-8)

## Source de traduction
- (de) Cet article est partiellement ou en totalité issu de l’article de Wikipédia en allemand intitulé « Rybna-Tor (Lublin) » (voir la liste des auteurs).